# 西亚经济社会委员会
西亚经济社会委员会（Economic and Social Commission for Western Asia，縮寫 ESCWA），是屬於聯合國經濟及社會理事會底下的區域委員會之一。於1973年8月9日成立，它的目標是為了刺激會員國的經濟、加強彼此合作關係以及推動發展計畫。

## 歷史
該組織創立於1973年，原名「西亞經濟委員會」（The Economic Commission for Western Asia，縮寫 ECWA），當時的目標是為了刺激會員國的經濟活動以及推動發展計畫。到了1985年，為了表揚與認同此委員會在社會面的貢獻，因此改名為「西亞經濟社會委員會」（Economic and Social Commission for Western Asia，縮寫 ESCWA）。
總部原本位於黎巴嫩首都貝魯特（1974-1982年），後來搬到伊拉克首都巴格達（1982-1991年）以及約旦首都阿曼（1991-1997年），而接著又搬回到貝魯特，至今天總部仍在該城市。

## 五大目標
- 支持會員國的經濟和社會發展
- 促進會員國之間的互動與合作關係
- 鼓勵會員國之間的經驗交流
- 以達到區域整合和確保西亞和其他區域的交流
- 提升全球意識以及會員國的需求

## 任務
西亞經濟社會委員會提供一個平台來促進會員過地方政治之間的形成與和諧。而此平台為專家、知識、資訊的集中地以及提供會員國合作、聚會的場所。
西亞經濟社會委員會的活動皆是由聯合國總部與其他地方部門、專業機構、國際與地方組織一起合作，包含阿拉伯國家聯盟以及其附屬機構。

## 會員國
| 阿尔及利亚 | 巴林         | 埃及       | 伊拉克 | 约旦   | 科威特   |
| 黎巴嫩     | 利比亞       | 毛里塔尼亚 | 摩洛哥 | 阿曼   | 巴勒斯坦 |
|            | 沙烏地阿拉伯 |            | 苏丹   | 叙利亚 | 突尼西亞 |
| 阿联酋     | 葉門         |            |        |        |          |

## 資料來源
- 官網（页面存档备份，存于）